# Maquela do Zombo
Maquela do Zombo é uma cidade e município angolano que se localiza na província de Uíge.
É limitado a norte pelo Congo-Quinxassa, a leste pelo município de Sacandica, a sul pelo município de Damba, e a oeste pelos municípios de Serra da Canda e Cuimba.
O município é constituído pela comuna-sede, correspondente à cidade de Maquela do Zombo, e pela comuna de Quibocolo. Até setembro de 2024 seu território continha as comunas de Béu, Cuilo Futa e Sacandica.

## História
Foi a capital histórica do ducado de Bambata, entre o século XVI e 1914, uma das mais ricas e importantes entidades do Império do Congo.
Maquela do Zombo foi também capital do distrito do Congo (atual província do Uíge) entre 1917 e 1946.
O marco da ocupação portuguesa foi instalado na localidade em 1891. Esteve instalado na localidade o Fortim de Maquela do Zombo e o imponente Quartel 1969 das Forças Armadas de Portugal.